# 三上隆彦
三上 隆彦（みかみ たかひこ、1916年2月16日 - 1988年9月27日）は、日本の洋画家。

## 経歴
東京都出身。明治大学卒業。1934年第10回白日会展に中学生で初入選する。独立美術協会展に14年間出品（恩師：中村節也画伯）。
明大時代はフェンシングや馬術の選手として活躍。（戦後は日本フェンシング協会理事長をつとめた。）
その後、渡米しニューヨーク・ナショナル・アカデミー美術学校に学ぶ。
欧米で日本の美術文化の紹介に努め、美術教育に当たる。馬の三上と言われる程、馬を描いて有名である。
棟方志功は渡米した時に三上隆彦にお世話になったと自伝小説に記している。
1967年、日本へ帰国後1976年日輝会美術協会を創設、会長に就任して第1回日輝展を公募、総合美術展として上野の森美術館で旗揚げした。1984年に僻地文化振興を計画し都道府県7町村に美術館を建設させ、各町村にそれぞれ100点の絵画・彫刻・工芸・書・その他の作品を寄贈することを目標に運動を進めた。
1984年春・秋2回にわたり、紺綬褒章を受章。1984年8月、オランダ共和国ロッテルダム市名誉章を授与される。また、サンフランシスコ市、サクラメント市の名誉市民でもある。